# Cal Robusté
Cal Robusté és una obra de Calafell (Baix Penedès) protegida com a bé cultural d'interès local.

## Descripció
Es tracta d'un edifici de planta irregular que disposa de soterrani, planta baixa i una única planta alta. La coberta és a dos vessants amb el carener paral·lel a la façana principal, la qual és situada al costat nord-est. A la façana principal, gairebé centrat, hi ha un portal de pedra tallada d'arc escarser format per tres úniques dovelles. Al costat esquerre del portal hi ha un finestral (obert posteriorment) amb arc escarser fet de peces de maçoneria subjectes amb morter de ciment. Al costat dret del portal hi ha una finestra rectangular vertical. A tocar del paviment del carrer hi ha un respirador. Al primer pis hi ha tres finestres amb clavellinera, dues són de pedra i una de ceràmica. A la part superior de la façana hi ha una tortugada. Exceptuant l'arc i els brancals del finestral de maçoneria i del portal, la resta del parament de façana és arrebossat i pintat de color blanc. Al voltant de les finestres del pis hi ha una franja de color blau amb elements decoratius vegetals fets amb plantilla que són d'època actual. A la part posterior de la casa hi ha un pati.
A l'interior hi ha un gran cup i en un dels murs hi ha un revestiment de rajoles policromades.
El sistema constructiu és de tipus tradicional amb murs de càrrega i sostres unidireccionals de bigues de fusta. Els trespols són fets amb revoltó, executats a partir d'un encofrat. L'entrebigat de la coberta és fet d'elements plans de ceràmica i la coberta és teula àrab. Els murs són, probablement, de maçoneria unida amb morter de calç. El portal i les clavellineres de la finestra del pis de la façana principal són de pedra tallada d'origen local.